# Amtsgericht Königstein im Taunus

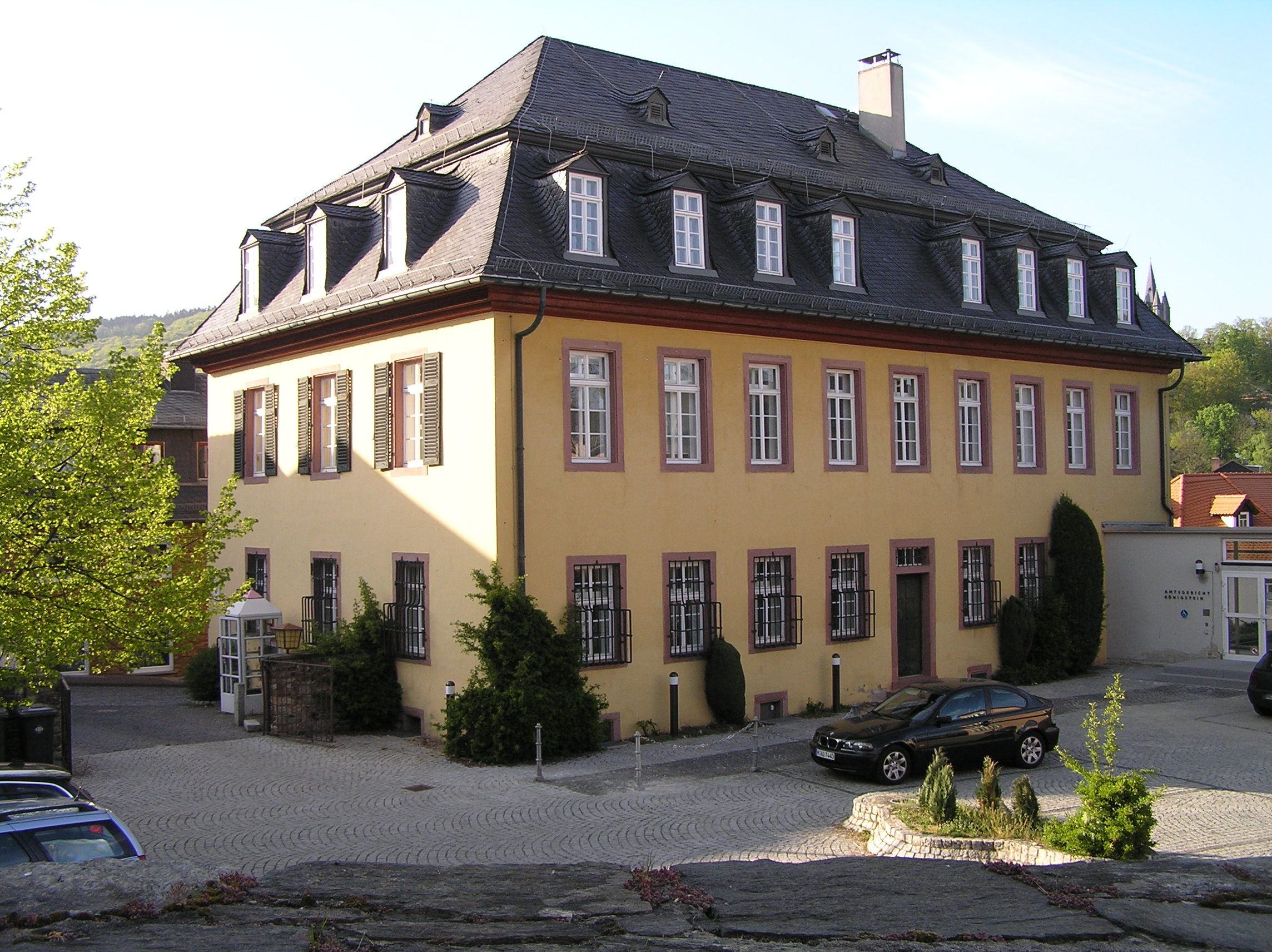
Amtsgericht Königstein (Gerichtstraße)

Das Amtsgericht Königstein im Taunus (AG Königstein im Taunus) ist ein deutsches Amtsgericht der ordentlichen Gerichtsbarkeit mit Sitz in Königstein im Taunus.

## Zuständigkeit

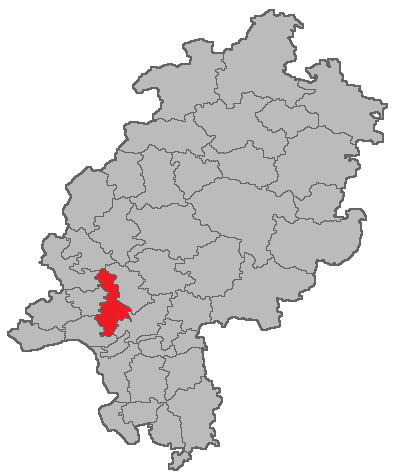
Lage des Amtsgerichtsbezirks Königstein in Hessen

Das Amtsgericht Königstein im Taunus ist örtlich zuständig für die Städte Königstein im Taunus, Bad Soden am Taunus, Eppstein, Kelkheim (Taunus), Kronberg im Taunus und Schwalbach am Taunus sowie die Gemeinde Glashütten. Mit der Auflösung des Amtsgerichtes Usingen zum 31. Dezember 2011 kamen die Gemeinden Schmitten im Taunus und Weilrod hinzu.
Sachlich zuständig ist es für alle den Amtsgerichten gesetzlich zugewiesenen Streitigkeiten.

## Übergeordnete Gerichte

Amtsgericht Königstein (Luxemburgisches Schloss)

Dem Amtsgericht Königstein im Taunus übergeordnet ist das Landgericht Frankfurt am Main im Oberlandesgerichtsbezirk des Oberlandesgerichtes Frankfurt am Main.

## Geschichte

### Stadtgericht Königstein

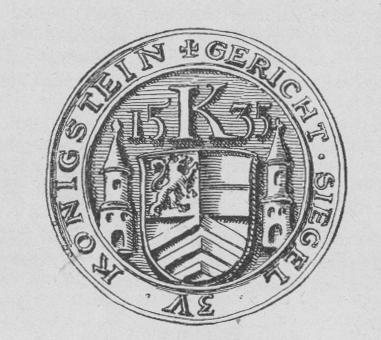
Gerichtssiegel des Stadtgerichtes 1535 (Originalgröße ca. 31 mm)

Mit der Verleihung der Stadtrechte an Königstein im Jahre 1313 wurde auch ein Stadtgericht gebildet, das die niedere Gerichtsbarkeit wahrnahm. 1539 versuchte Ludwig zu Stolberg in Königstein ein Landgericht als Untergericht für die ganze Grafschaft Königstein einzusetzen. Dieses wurde jedoch kaum angerufen und daher 1543 wieder aufgehoben.
Das Stadtgericht Königstein war für die Orte Königstein, Mammolshain, Schwalbach, Schönberg und Oberhöchstadt zuständig. Zeitweise gehörten auch Wicker, Weilbach und Eddersheim zum Gerichtsbezirk. Appellation gegen Urteile des Stadtgerichtes waren bis ins 16. Jahrhundert beim Schöffenstuhl in Frankfurt (erste Appellationen sind 1440 nachgewiesen) und später beim mainzerischen „Hofgericht“ in Königstein. Die Arbeit des Stadtgerichtes ist durch zwei erhaltene Gerichtsbücher (das erste beginnt am 12. März 1437, das zweite geht von 1539 bis 1604) gut dokumentiert.

### Mainzer Oberamt Königstein
Mit der Übernahme der Herrschaft durch Kurmainz 1581 war der Oberamtmann des Amtes Königstein bzw. dessen Rentmeister für die erstinstanzliche Rechtsprechung zuständig.

### Nassauisches Amt Königstein
1803 kam das Oberamt Königstein an Nassau-Usingen bzw. später an das Herzogtum Nassau. Auch in Nassau waren Verwaltung und Rechtsprechung nicht getrennt. Die Ämter, hier das Amt Königstein, waren gleichzeitig Verwaltungsbehörden und Gerichte der ersten Instanz. Das Amt war jedoch nur für Zivilrechtsklagen zuständig. Als Gericht erster Instanz in Strafrechtsfragen wirkte das Kriminalgericht. Zweite Instanz in Zivilrechtsfragen war das Hof- und Appellationsgericht Wiesbaden (1832 bis 1849 mit Sitz in Usingen).
Der Versuch, nach der Märzrevolution 1848 eine Trennung von Verwaltung und Rechtsprechung einzuführen (Gesetz vom 4. April 1848) war nicht erfolgreich.

### Amtsgericht
Nach der Annexion Nassaus durch Preußen wurde endlich Verwaltung und Rechtsprechung getrennt. Die Verwaltungsaufgaben der aufgelösten Ämter wurden von den Kreisen (hier dem Obertaunuskreis) übernommen, für die Rechtsprechung wurde ein königlich preußisches Amtsgericht Königstein eingerichtet. Dieses war dem Kreisgericht Wiesbaden untergeordnet. Erster königlicher Amtsrichter wurde 1867 Herr Dilger.
1868 wurden die Orte Ober- und Niederreifenberg aus dem Gerichtsbezirk des Amtsgerichtes Usingen dem des AG Königstein zugeordnet, 1878 die Orte Bommersheim, Kalbach, Oberursel, Stierstadt und Weißkirchen aus dem Bezirk des AG Königstein in den des Amtsgerichtes Bad Homburg.
Nach dem Inkrafttreten des Gerichtsverfassungsgesetzes wurde zum 5. Juli 1879 der Amtsgerichtsbezirk wie folgt festgesetzt:
Königstein, Altenhain, Kronberg, Ehlhalten, Eppenhain, Fischbach, Glashütten, Hornau, Kelkheim, Mammolshain, Neuenhain, Niederhöchstadt, Oberhöchstadt, Ruppertshain, Schlossborn, Schneidhain, Schönberg, Schwalbach, Eppstein, Falkenstein, Ober- und Niederreifenberg. Obergericht war nun das Landgericht Wiesbaden.
Mit der Auflösung des Amtsgerichtes Usingen zum 31. Dezember 2011 erweiterte sich der Gerichtsbezirk.

## Sitz
Die Anschrift des Amtsgerichtes lautet: Gerichtstraße 2, 61462 Königstein sowie Burgweg 9 (Luxemburgisches Schloss, Vorderseite).

## Gebäude

Amtsgericht Königstein (Luxemburgisches Schloss, Rückseite)

Das Amtsgericht nutzt zwei Gebäude. Neben dem Gerichtsgebäude in der Gerichtstraße wird das Luxemburgische Schloss verwendet.

### Luxemburgisches Schloss
Die Namensgebung existiert seit 1890 und rührt daher, dass der von 1839 bis zur Annexion Nassaus durch Preußen 1866 regierende Herzog Adolph von Nassau 1890 auch Großherzog von Luxemburg wurde und den prägenden Umbau vom barocken Amtshaus in ein Schloss veranlasste.
Nachdem 1581 die Grafschaft Königstein von Kurmainz annektiert worden war, wurde 1581 für den kurmainzerischen Oberamtmann Gernand von Schwallbach ein Amthaus an der Stelle des heutigen Schlosses errichtet. Dieses Gebäude wurde in den Wirren des Dreißigjährigen Krieges zerstört. Zwischen 1686 und 1694 wurde deshalb ein Neubau errichtet. Im 18. Jahrhundert wurde auch dieses Gebäude durch Kriegseinflüsse in Mitleidenschaft gezogen. 1810 wurde daher der Renthof Sitz des Amtmanns. Das bisherige Amtsgebäude wurde Sitz der Nassauischen Landesoberschultheißerei sowie der niederen Gerichtsbarkeit. 1820 wurde das Anwesen an den wohlhabenden Frankfurter Lederhändler Georg Christian Dörr verkauft, der es zu seinem Sommersitz umbaute. 1858 verkauften Dörrs Erben das Gebäude an Herzog Adolph.
Herzog Adolf, der nach der preußischen Annexion von 1866 das Schlösschen in Königstein als einer von nur vier seiner nassauer Schlössern und Immobilien behalten durfte, baute das Anwesen zum schlossartigen Sommersitz für seine zweite Ehefrau Adelheid Marie aus. Das Hauptgebäude wurde wesentlich vergrößert und Architekt Gédéon Bordiau versah 1873 bis 1876 das ehemals barocke Amthaus mit der heutigen Fassade.
1952 wurde die Nutzung des Schlosses durch die Luxemburger Herrscherfamilie endgültig beendet und das wertvolle Mobiliar nach Luxemburg gebracht. 1959 erwarb ein Frankfurter Geschäftsmann das Gebäude und vermietete es als Bürogebäude, ohne jedoch die notwendigen Instandhaltungsinvestitionen vorzunehmen. 1970 erwarb die Stadt Königstein das Schloss. Nach langwierigen Verhandlungen mit dem Land Hessen wurde das Schloss 1979 für ca. 4,5 Millionen DM (in heutiger Kaufkraft 6,23 Millionen Euro) saniert und seit 1981 an das Hessische Justizministerium zur Nutzung als Amtsgericht verpachtet.

### Gebäude in der Gerichtsstraße

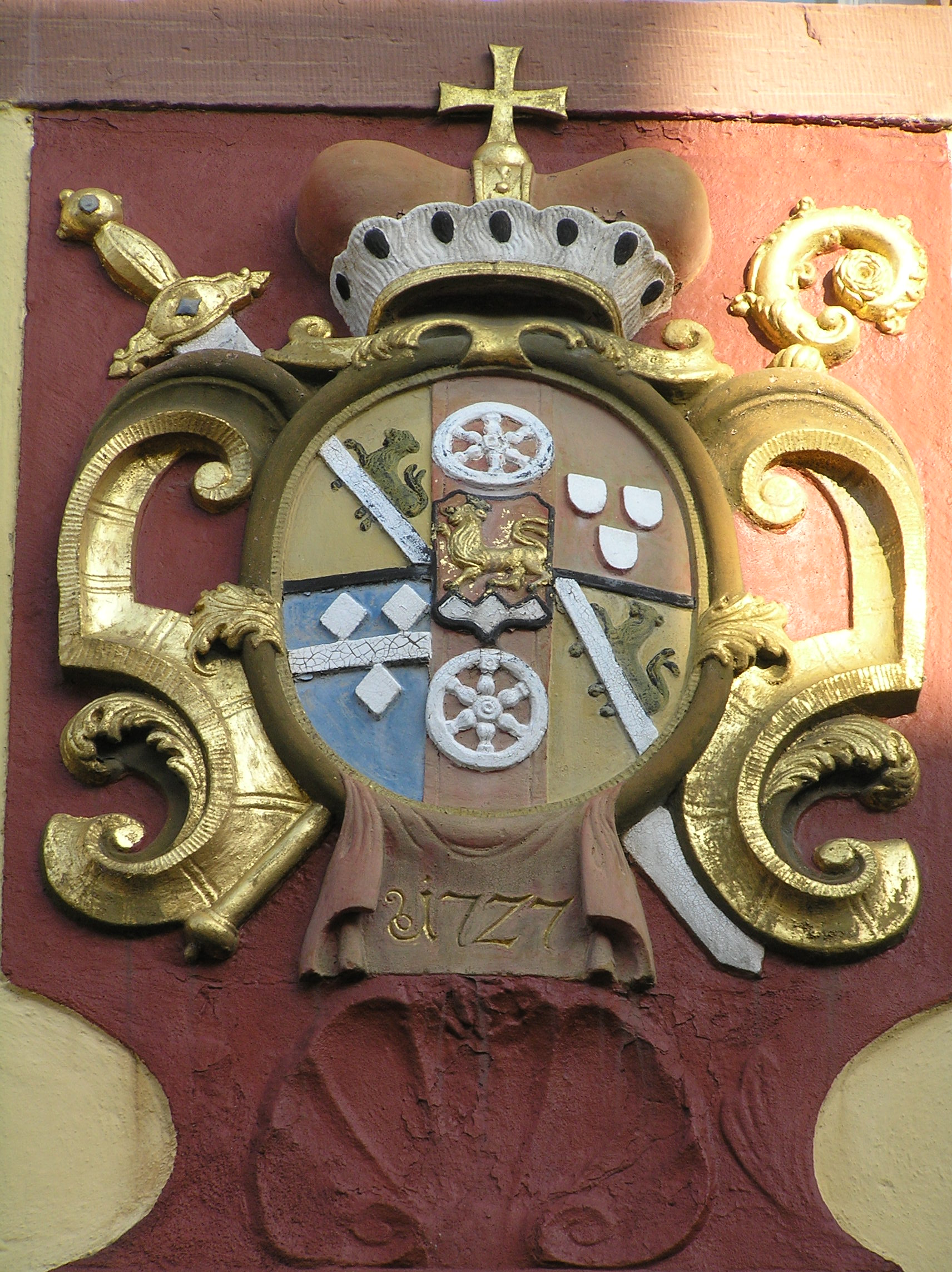
Königstein Amtsgericht Gerichtsstraße Wappen

Bereits im 15. Jahrhundert unter der Herrschaft der Eppsteiner befand sich an der Stelle des heutigen Gerichtsgebäudes die „Hoiefeschuwer“, die Hofscheuer, in der die Zehntabgaben gelagert wurden. 1581 wurde das Gebäude zum Rentamt, dem Sitz der kurmainzerischen Rentmeister. Das damalige Gebäude wurde 1720 bis 1727 bis auf die Grundmauern abgerissen und durch einen Neubau – das heutige Amtsgericht – ersetzt. Das Wappen des Auftraggebers, des Kurfürsten Lothar Franz Freiherr von Schönborn schmückt das Gebäude bis heute. Die Kosten für den Neubau betrugen 4072 Gulden und 35 Kreuzer. Am 22. und 23. Juli 1727 wurde das Gebäude durch den Oberamtmann Adolf Johann Karl Freiherr von Bettendorf und den Freiherrn von Lajen als Vertreter des Kurfürsten eröffnet. Fast 200 Jahre diente es als Renthof. Mit dem Reichsdeputationshauptschluss endete die Mainzer Herrschaft und die Herzöge von Nassau nutzten das Gebäude als Justizamt. Auch nach der Annexion Nassaus durch Preußen wurde das Gebäude weiter als Gericht genutzt. Genauso wie das luxemburgische Schloss steht auch dieses Gebäude unter Denkmalschutz.